# Тонкочеревець південний
Тонкочеревець південний (Sympetrum meridionale) — вид бабок родини справжніх бабок (Libellulidae).

## Поширення
Вид поширений в Європі, Західній та Середній Азії. У Україні трапляється в Західному Лісостепу, Прикарпатті, Карпатах і Закарпатській низовині, на півдні Чернігівської області, а також у Київській, Полтавській, Одеській (дельта річки Дунай), Запорізькій, Донецькій областях та у Криму. Віддає перевагу різним типам дрібних стоячих водойм з густою рослинністю або заболоченим, включно з солонуватими й тими, що сезонно пересихають.

## Опис
Тіло завдовжки 35—40 мм, черевце 22—28 мм, заднє крило 25—30 мм. Задній край передньогрудей має великий, майже вертикальний виступ, який несе на собі довгі волоски. Черевце світло-червоного кольору у самців і жовтувате у самиць. На IX сегменті черевця бічне реберце відсутнє. Боки грудей у обох статей переважно світло забарвлені, бурі. На грудях чорні лінії, що проходять уздовж швів тонкі, каплеподібно потовщені в основі крил. Чорна поперечна смужка між лобом і тім'ям коротка. Потилиця з темно-бурими або чорними смугами. Основа задніх крил з невеликою, розмитою жовтою плямою. Ноги коричневі або жовті.